# بدو أبو خشيبه (العقبة)
بدو أبو خشيبه منطقة سكنية تقع في لواء قصبة العقبة، محافظة العقبة في الأردن. تنتمي المنطقة لقضاء وادي عربة الذي يضم 7 مناطق. قُدر عدد سكانها بـ 99 نسمة سنة 2017.

## الوصلات الخارجية
- دائرة الاحصاءات العامة